# 劳伦斯·哈丁-史密斯
劳伦斯·哈丁-史密斯（英語：Laurence Harding-Smith，1929年12月11日—2021年7月4日），澳大利亚男子击剑运动员。他曾代表澳大利亚参加1954年大英帝国和英联邦运动会击剑比赛，获得男子团体重剑和男子团体佩剑铜牌。